# Pavel Holomek
Pavel Holomek (* 13. dubna 1972, Brno) je bývalý československý fotbalista, útočník.

## Fotbalová kariéra
V mládežnických kategoriích hrál za TJ Sokol Brno-Bosonohy a Zbrojovku Brno. Ligu začal hrát ve Zbrojovce na jaře 1991, po vojně ve Znojmě (1991/92 a podzim 1992) působil opět v Brně (1992–1999), dále hrál za FK Teplice (1999–2003) a FK Drnovice (2003–2005). Na podzim 2005 působil v dresu Retzu v nižší soutěži v Rakousku.
Celkem odehrál v nejvyšší soutěži 240 utkání a dal 42 gólů (Československo: 17 / 2, ČR: 224 / 40). V evropských pohárech odehrál 12 utkání a dal 4 góly.
V sezónách 1994/95 a 1997/98 byl nejlepším ligovým střelcem Zbrojovky, v sezoně 1991/92 se stal prvním králem střelců v historii MSFL, svými 22 brankami vydatně pomohl Znojmu poprvé v historii klubu do Českomoravské ligy (2. nejvyšší soutěž). Za reprezentační B-tým nastoupil třikrát, neskóroval. Hrál také futsal za 3P Bosonohy Brno. V brněnském dresu si v sezonách 1996/97 a 1999/00 zahrál také s bratrem Patrikem Holomkem.

## Ligová bilance
| Ročník                                   | Zápasy | Góly | Klub                  |
| ---------------------------------------- | ------ | ---- | --------------------- |
| 1. československá fotbalová liga 1990/91 | 2      | 0    | FC Zbrojovka Brno     |
| 1. československá fotbalová liga 1992/93 | 15     | 2    | FC Boby Brno          |
| 1. česká fotbalová liga 1993/94          | 19     | 0    | FC Boby Brno          |
| 1. česká fotbalová liga 1994/95          | 27     | 9    | FC Boby Brno          |
| 1. česká fotbalová liga 1995/96          | 30     | 5    | FC Boby Brno          |
| 1. česká fotbalová liga 1996/97          | 26     | 3    | FC Boby Brno          |
| 1. česká fotbalová liga 1997/98          | 27     | 10   | FC Boby Brno          |
| 1. Gambrinus liga 1998/99                | 27     | 6    | FC Boby Brno          |
| 1. Gambrinus liga 1999/00                | 10     | 1    | FC Stavo Artikel Brno |
| 1. Gambrinus liga 1999/00                | 15     | 4    | FK Teplice            |
| 1. Gambrinus liga 2000/01                | 13     | 1    | FK Teplice            |
| 1. Gambrinus liga 2002/03                | 9      | 0    | FK Teplice            |
| 1. Gambrinus liga 2004/05                | 21     | 1    | FK Drnovice           |
| CELKEM                                   | 241    | 42   |                       |